# Liste der Bodendenkmale in Ebersdorf (Niedersachsen)
In der Liste der Bodendenkmale in Ebersdorf sind die Bodendenkmale der niedersächsischen Gemeinde Ebersdorf (Niedersachsen) aufgeführt. Die Quelle ist der Denkmalatlas Niedersachsen. 

Ebersdorf im Landkreis Rotenburg (Wümme)

Der Stand der Liste ist der 13. Dezember 2024.

## Allgemein
In den Spalten finden sich folgende Informationen des Bodendenkmales:
Lagegeographische Koordinaten
BezeichnungBezeichnung lt. Denkmalatlas
BeschreibungBeschreibung lt. Denkmalatlas
IDObjekt-ID
BildBild, ggf. zusätzlich mit Link zu weiteren Fotos im Medienarchiv Wikimedia Commons.

## Ebersdorf
| Lage                       | Bezeichnung             | Beschreibung | ID       | Bild |
| -------------------------- | ----------------------- | --- | -------- | ---- |
| 53° 30′ 14″ N, 9° 3′ 34″ O | Ebersdorf 6, Grabhügel  | Durchmesser ca. 16 m und Höhe ca. 1,2 m. Ebenmäßig gewölbt, Kuppe abgeflacht, in der Mitte schwache Einsenkung. Rand abgesetzt, im Norden ein flacher Graben. | 28970371 | BW   |
| 53° 30′ 56″ N, 9° 2′ 41″ O | Ebersdorf 20, Grabhügel | Durchmesser ca. 28 m und Höhe ca. 1,2 m. Großer weiter Hügel; Rand abgesetzt. Große, tiefe Eingrabungen und Erdaufwürfe. Nord-Rand im Acker angeschnitten. | 28970372 | BW   |
| 53° 31′ 17″ N, 9° 2′ 20″ O | Ebersdorf 23, Grabhügel | Lang-oval, Nord-Süd orientiert.; L. 19 m, Br. 14 m, H. 1 m. Ränder im Westen, Norden und Osten angepflügt. Drei alte Eingrabungen; an der Ost- und Nordwest-Seite alte Erdentnahme. | 28970373 | BW   |
| 53° 30′ 52″ N, 9° 1′ 25″ O | Ebersdorf 24, Grabhügel | Durchmesser ca. 17,5 m und Höhe ca. 1,2 m. Ebenmäßig geformt, Mitte abgeflacht, Rand schwach abgesetzt. Im Zentrum alte verwaschene Eingrabungen. | 28969162 | BW   |
| 53° 30′ 53″ N, 9° 1′ 21″ O | Ebersdorf 25, Grabhügel | Durchmesser ca. 9,8 m und Höhe ca. 0,4 m. Rand sanft auslaufend. Alte, weite Eingrabungen. | 28970377 | BW   |
| 53° 31′ 52″ N, 9° 5′ 5″ O  | Ebersdorf 59, Wurt      | In der preußischen Landesaufnahme von 1899 ist die Stelle als Anhöhe mit ca. 45 m Dm. eingedruckt. Sie liegt unmittelbar südl. einer in Blatt 12 der Kurhannoverschen LA von 1764/66 verzeichneten Durchfahrt durch die Wallbeck (heute Brücke). Heutiger Durchmesser gut 45 m, Höhe noch 0,8 m. | 28968015 | BW   |

### Ebersdorf 7
- ID:28969397
- Gruppe von sechs Grabhügeln mit Dm. 13 – 19 m und H. 0,7 – 1,5 m.

| Lage                       | Bezeichnung  | Beschreibung                                                                                         | ID       | Bild |
| -------------------------- | ------------ | --- | -------- | ---- |
| 53° 30′ 5″ N, 9° 2′ 44″ O  | Ebersdorf 7  | Durchmesser ca. 19,5 m und Höhe ca. 1,5 m.                                                           | 28969390 | BW   |
| 53° 29′ 59″ N, 9° 2′ 39″ O | Ebersdorf 8  | Durchmesser ca. 16,8 m und Höhe ca. 1,2 m. Rand der intakten östlichen Hälfte allmählich auslaufend. | 28969393 | BW   |
| 53° 30′ 1″ N, 9° 2′ 46″ O  | Ebersdorf 60 | Durchmesser ca. 13 m und Höhe ca. 0,7 m.                                                             | 28969391 | BW   |
| 53° 29′ 58″ N, 9° 2′ 47″ O | Ebersdorf 62 | Durchmesser ca. 13 m und Höhe ca. 0,7 m.                                                             | 28969394 | BW   |
| 53° 29′ 58″ N, 9° 2′ 44″ O | Ebersdorf 63 | Durchmesser ca. 15 m und Höhe ca. 1 m.                                                               | 28969395 | BW   |
| 53° 29′ 58″ N, 9° 2′ 42″ O | Ebersdorf 64 | Durchmesser ca. 15 m und Höhe ca. 1,3 m.                                                             | 28969396 | BW   |

### Ebersdorf 12
- ID:28969274
- Grabhügelfeld mit sechs Grabhügeln, davon einer nur noch in Resten vorhanden; Dm. 8 – 22 m, H. 0,4 – 1,5 m.

| Lage                       | Bezeichnung  | Beschreibung | ID       | Bild |
| -------------------------- | ------------ | --- | -------- | ---- |
| 53° 30′ 13″ N, 9° 1′ 59″ O | Ebersdorf 12 | Durchmesser ca. 15 m und Höhe ca. 1,2 m. Ebenmäßig gewölbt, Rand abgesetzt. Um die schwach erhöhte Mitte ein flacher Ringgraben. | 28969264 | BW   |
| 53° 30′ 11″ N, 9° 1′ 58″ O | Ebersdorf 13 | Durchmesser ca. 14 m und Höhe ca. 1 m. Ebenmäßig gewölbt.                                                                        | 28969268 | BW   |
| 53° 30′ 10″ N, 9° 1′ 56″ O | Ebersdorf 14 | Durchmesser ca. 10 m und Höhe ca. 0,6 m.                                                                                         | 28969269 | BW   |
| 53° 30′ 10″ N, 9° 1′ 59″ O | Ebersdorf 15 | Durchmesser ca. 8 m und Höhe ca. 0,4 m. Flach gewölbt, Rand sanft auslaufend.                                                    | 28969270 | BW   |
| 53° 30′ 10″ N, 9° 1′ 56″ O | Ebersdorf 16 | Durchmesser ca. 18 m und Höhe ca. 1,2 m. Hügelrest.                                                                              | 28969272 | BW   |
| 53° 30′ 8″ N, 9° 2′ 1″ O   | Ebersdorf 17 | Durchmesser ca. 22 m und Höhe ca. 1,5 m. Rund. Rand abgesetzt.                                                                   | 28969271 | BW   |

### Ebersdorf 41
- ID:28967427
- Gruppe von drei Grabhügeln mit 12,5 – 14,5 im Durchmesser und 0,3 – 0,7 m Höhe.

| Lage                       | Bezeichnung  | Beschreibung | ID       | Bild |
| -------------------------- | ------------ | --- | -------- | ---- |
| 53° 30′ 15″ N, 9° 2′ 47″ O | Ebersdorf 41 | Durchmesser ca. 14,5 m und Höhe ca. 0,7 m. Ebenmäßig flach gewölbt, Rand verwaschen und allmählich auslaufend. Einige alte, kleinere Eingrabungen. Alte Wegespuren über den West- und Ost-Bereich. | 28969280 | BW   |
| 53° 30′ 15″ N, 9° 2′ 49″ O | Ebersdorf 42 | Durchmesser ca. 12,5 m und Höhe ca. 0,5 m. Ebenmäßig flach gewölbt. Rand allmählich auslaufend. Zahlreiche Ein- und Abgrabungen.                                                                   | 28967419 | BW   |
| 53° 30′ 14″ N, 9° 2′ 46″ O | Ebersdorf 61 | Durchmesser ca. 13 m und Höhe ca. 0,3 m. | 28967423 | BW   |